# Palaemonias alabamae
Palaemonias alabamae (лат.) — пресноводная креветка из семейства Atyidae отряда десятиногих ракообразных, обитающая только в пещерах штата Алабама.

## Охранный статус
Palaemonias alabamae занесена в Красную книгу МСОП как вид, находящийся под угрозой исчезновения, а с 7 сентября 1988 года — в Закон США об исчезающих видах.

## Распространение
Palaemonias alabamae известна только из пяти пещер, все в округе Мэдисон, штат Алабама. Пещера Шелта является типовым местообитанием вида, но жизнеспособные популяции были подтверждены только в пещере Бобкэт и комплексе, включающем пещеру Херинг, пещеру Гловера и пещеру Бразелтон.

## Экология
P. alabamae встречается в пещерных водоемах с илистым дном. Хищниками Palaemonias alabamae являются южная пещерная рыба Typhlichthys subterraneus, пещерная саламандра Теннесси Gyrinophilus palleucus, различные виды раков, лягушки-быки и еноты.

## Таксономия
Ближайшим родственником креветок из пещеры Алабамы является пещерная креветка Palaemonias ganteri, которая обитает в Национальном парке Мамонтова пещера в Кентукки. Эти два вида можно различить по размеру (P. alabamae крупнее P. ganteri), более длинному роструму у P. alabamae и большему количеству шипов на роструме у P. alabamae.